# Meester van de zwarte molen
Meester van de zwarte molen (oorspronkelijke titel: Krabat) is een jeugdboek uit 1971 van de Duitse kinderboekenschrijver Otfried Preußler.
Het verhaal draait om kwaadaardige magie. Het speelt zich af rond het begin van de 18e eeuw, in de nabije omgeving van Schwarzkollm (een klein dorp dat tegenwoordig een deel van de gemeente Hoyerswerda is) in het toenmalige Keurvorstendom Saksen. Het is een bewerking van een oude Sorbische sage over de molenaarsjongen Krabat.

## Het verhaal

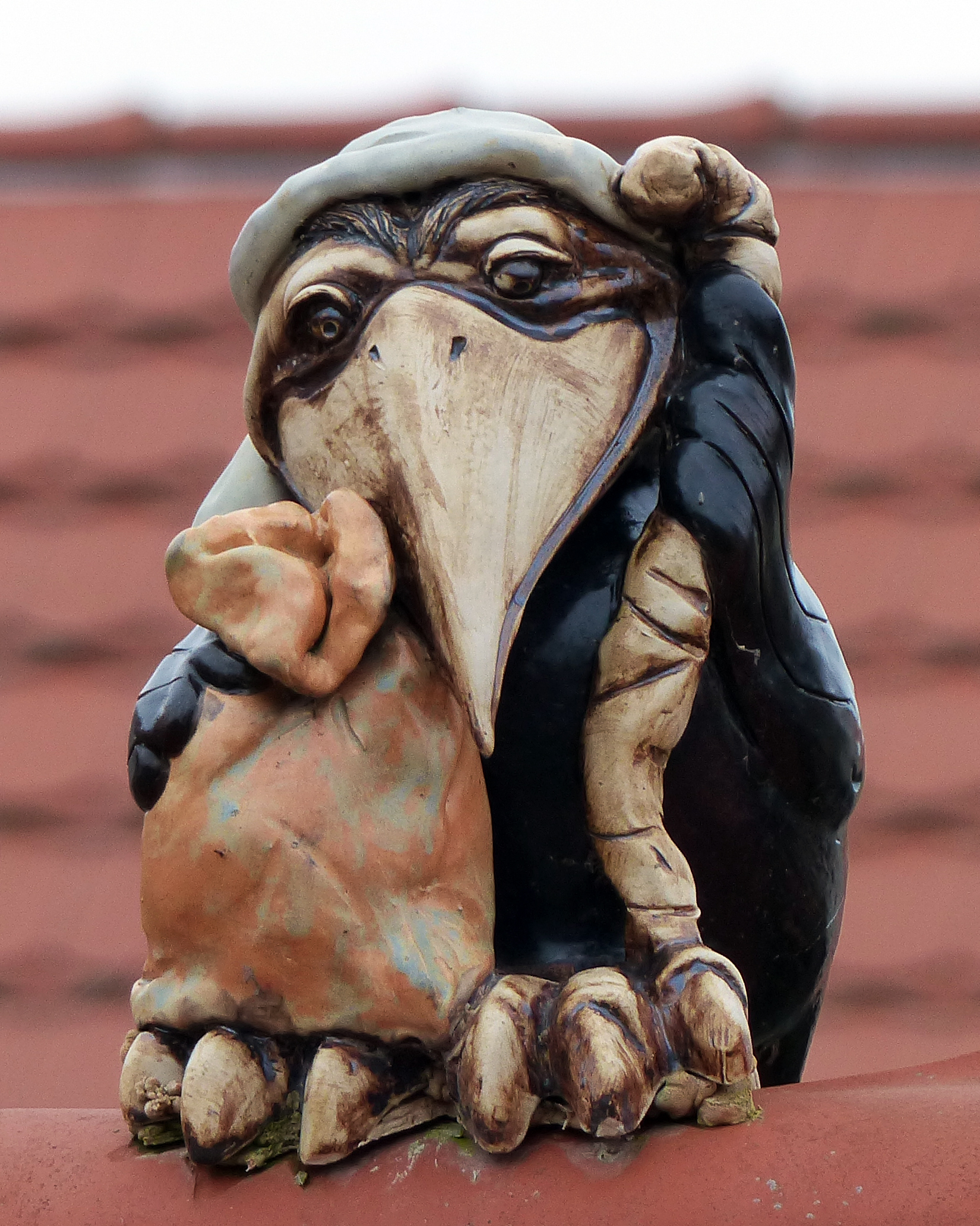
"Krabat als raaf" (beeldje op een muur in Schwarzkollm)

### Eerste jaar
De 14-jarige Krabat heeft zijn beide ouders verloren als gevolg van een pokkenepidemie. Samen met twee andere jongens trekt hij nu rond als bedelmuzikant. Kort voor Driekoningen krijgt Krabat een droom waarin elf raven op een balk hem oproepen om naar de molen aan het Koselmoeras te gaan, en hij besluit hieraan gehoor te geven. Krabat vindt de molen en treft binnen de molenaar aan, die hem direct aanneemt als leerjongen. Krabat krijgt gedragen kleren die blijken te hebben toebehoord aan zijn voorganger, die om dan nog onduidelijke redenen niet meer op de molen is. 
Als leerjongen moet Krabat gedurende de eerste paar maanden alle zeer zware vervelende klusjes opknappen, totdat hij dankzij de zwarte kunst heeft geleerd zijn werk lichter te maken. De meesterknecht, Tonda, is vooralsnog Krabats enige vriend en vertrouweling op de molen. Tonda helpt Krabat heimelijk als de Meester of de verklikker Lyschko het niet ziet.
De molen blijkt een vermomde school voor zwarte kunst te zijn, en de elf 'knechten' van de molenaar (hierna "de Meester") zijn in werkelijkheid zijn tovenaarsleerlingen. Elke vrijdag moet iedereen zich in raven veranderen, waarna de Meester hen teksten laat leren uit het toverboek de Koraktor. Niemand kan weglopen van de molen, want de toverkracht van de Meester zorgt ervoor dat men dan aan het eind van elke dag weer bij de molen terug is. Krabat komt hier zelf achter in een van zijn dromen. Slechts met toestemming van de Meester kan men plaatsen elders bereiken, maar dat heeft dan wel een bepaald doel.
Op Goede Vrijdag woont Krabat zijn eerste les in de zwarte kunst bij. Tijdens de daaropvolgende Paasnacht moeten de molenaarsjongens in paren van twee de nacht doorbrengen op een plaats waar ooit iemand een bijzondere dood gestorven is. Krabat en Tonda horen, terwijl ze die nacht de wacht houden, de meisjes uit het nabijgelegen dorp zingend de Paasnacht intrekken om paaswater te halen. Krabat hoort nu voor het eerst de mooie stem van de voorzangeres, de Kantorka.
Iedere nacht waarin het nieuwe maan is rijdt een kar voor met een vreemdeling op de bok. De vreemdeling is gehuld in een mantel, draagt een hoed met een hanenveer en wordt alleen "Peetoom" genoemd. Tijdens deze speciale nachten moet iedereen extra aan het werk en zwijgen, en er moeten zware zakken waar iets onduidelijks in zit worden gemalen op de "Dode Gang", die anders nooit gebruikt wordt. Zelfs de Meester lijkt bang voor Peetoom.
Op een dag in de herfst wordt de molen bezocht door een groep verdwaalde ronselaars die in dienst zijn van de Saksische keurvorst. Zij proberen de jongens te werven voor het leger, maar worden door hun toverkunsten misleid. 
Op Oudejaarsavond − precies om middernacht − komt Tonda om. Alles wijst op een gewoon ongeluk, maar de weken ervoor waren alle jongens op de molen duidelijk bang omdat ze wisten dat er iets stond te gebeuren. Tonda wordt haastig en zonder enig omhaal of gedenkteken begraven op een plek die bekendstaat als de Woestenij. Wanneer Krabat het Onze Vader voor zijn overleden vriend wil bidden, blijkt hij de tekst hiervan helemaal vergeten te zijn.

### Tweede jaar
Begin januari arriveert er een nieuwe leerjongen, Witko, die de kleren van Tonda krijgt. Er wordt door iedereen op de molen gedaan alsof Tonda nooit heeft bestaan. Michal is nu op de molen de beste in de zwarte kunst en beschermt Witko tegen het afbeulen door de Meester en het gepest door Lyschko. Krabat wordt benoemd tot gezel. Tijdens het ene jaar op de molen blijkt hij bovendien lichamelijk niet één, maar wel drie jaar ouder te zijn geworden.
Tijdens de Paasnacht van dat jaar, die hij samen met Juro doorbrengt, treedt Krabat uit zichzelf en ziet zo voor het eerst zijn Kantorka in het echt. Vanaf dat moment is Krabat helemaal verliefd op de Kantorka.
Inmiddels blijkt dat de Meester zich in zijn vrije tijd bezighoudt met het manipuleren van de Saksische keurvorst, die in oorlog is met Zweden. 
De Meester probeert zich met een list van de lastige Juro te ontdoen; hij geeft Krabat de opdracht om Juro op de markt in Wittichenau als paard te verkopen, in de hoop dat Juro er niet in slaagt zichzelf vervolgens weer terug te toveren. Krabat en Juro besluiten hierop de rollen om te draaien, maar de Meester blijkt dit al te hebben voorzien. Voor straf takelt hij Krabat, terwijl die in paardengedaante is, vreselijk toe.
Op een dag in de zomer krijgt de molen bezoek van de rondreizende gezel Hobbezak, die een wakend oog houdt op alle molenaars. In een tweegevecht met hanen blijkt Hobbezaks toverkracht sterker te zijn dan die van de Meester. De Meester is hierover zo verbolgen dat hij dit afreageert op zijn leerlingen; hij laat hen zes weken lang zich elke nacht (als ze hun toverkrachten niet kunnen gebruiken) afbeulen, totdat Peetoom weer langskomt en de Meester tot de orde roept.
Michal is degene die op de tweede Oudejaarsavond, dat Krabat op de molen is, sterft. Vanaf dat moment is duidelijk dat de twee sterfgevallen onmogelijk toeval kunnen zijn.

### Derde jaar
Krabat is nu van alle leerlingen zelf de beste geworden in de zwarte kunst. Hij beschermt Lobosch, de nieuwe leerjongen die enkele dagen na de jaarwisseling in de plaats van Michal komt en diens oude kleren krijgt. Lobosch was ook een van Krabats vroegere metgezellen onder de bedeljongens.
Nadat hij de Kantorka nog eens heimelijk heeft bekeken, besluit Krabat extra hard op de zwarte kunst te studeren teneinde zich te bevrijden van de tirannie van de Meester. Juro waarschuwt hem echter dat de Meester met zijn eigen wapens proberen te verslaan niet de goede manier is: ieder jaar moet er immers een jongen sterven en Krabat zal de volgende zijn als hij zo doorgaat. Dit staat in de Koraktor: in ruil voor het jaarlijks offer en de hulp aan Peetoom verkrijgt de Meester zijn krachten. Het heeft geen enkele zin zich door middel van zwarte kunst tegen de Meester te verzetten: dat is kwaad met kwaad vergelden en de Meester is hoe dan ook te machtig. Slechts de liefde van een meisje kan hem bevrijden. Het meisje moet namelijk op Oudejaarsnacht haar jongen opeisen, maar dient hem uit de andere jongens te herkennen.  Anderen zoals Tonda hadden het al op die manier geprobeerd, maar faalden. De Meester kan op allerlei manieren de proef manipuleren. Zo is eerder al bijvoorbeeld Worschula omgekomen, het meisje op wie Tonda verliefd was en met wier hulp hij de betovering had willen breken. Ook andere gezellen die het via deze weg probeerden, zijn in de Oudejaarsnacht gestorven.
Krabat en Juro werken nu een plan uit om de wil van de Meester te weerstaan en bij de confrontatie Krabat herkenbaar te houden voor zijn meisje, bijvoorbeeld door als raaf de kop onder de rechtervleugel te houden in plaats van de linker. De Meester krijgt iets in de gaten en probeert Krabat en Juro tegen elkaar uit te spelen, bijvoorbeeld door hen gezamenlijk een droom te laten beleven die zich afspeelt in de Grote Turkse Oorlog en waarin Krabat en Juro het als soldaten tegen elkaar moeten opnemen. Deze list van de Meester mislukt.
Merten, een van de andere gezellen en Michals volle neef, heeft sinds Michals dood geen woord meer gezegd. Na een paar mislukte vluchtpogingen probeert Merten zich in uiterste wanhoop van het leven te beroven, door ophanging. Dit mislukt, maar Merten houdt hier voor de rest van zijn leven een scheve nek aan over.
De Meester houdt Krabat inmiddels al een tijdje nauwlettend in de gaten, wellicht dankzij Lyschko die Krabats verliefdheid ook al doorheeft. De Meester laat Krabat een paar keer op een zondag de stad in gaan, zogenaamd om wat plezier te hebben, maar in werkelijkheid zodat de Meester hem kan bespioneren. Met Kerstmis doet de Meester Krabat een voorstel: als Krabat de molen en de bijbehorende school voor zwarte kunst overneemt, kan hij zelf de nieuwe Meester worden. Na verloop van tijd zal hij als machtig tovenaar een van de machtigste mannen ter wereld worden. Krabat zwicht niet voor de verleiding en weigert zijn kameraden te verraden. Hij wil bovendien wraak voor Tonda en Michal en iedereen die al eerder is geofferd.  Hierop neemt de Meester Krabat 8 dagen al zijn toverkracht af. De dagen daarna tracht hij Krabat opnieuw te beïnvloeden door hem − net zoals in het begin − boze dromen te sturen. Als Krabat op de dag voor Oudjaar nogmaals het aanbod van de Meester weigert, laat de Meester hem een graf delven op de Woestenij.
Op Oudejaarsavond arriveert de Kantorka − die via Juro's bemiddeling op de hoogte is gesteld − bij de molen om Krabats vrijheid op te eisen. De Meester blinddoekt haar en laat haar dan haar jongen uitkiezen. Hier hadden Krabat en Juro niet op gerekend, maar tegen hun verwachting in wijst het meisje toch Krabat aan, omdat ze hem intuïtief herkent. De liefde van het meisje heeft de macht van de Meester dus gebroken. 
Krabat en met hem alle andere nog levende leerjongens zijn nu bevrijd van de verderfelijke invloed van de zwarte kunst. De Meester is nu zelf degene die zal sterven om middernacht. De molen zal afbranden.

## Personen
- Krabat: de hoofdpersoon;
- De Kantorka: het meisje van wie Krabat houdt. Ze wordt niet bij haar echte naam genoemd, maar simpelweg aangeduid als "de Kantorka" (voorzangeres);
- Tonda: de meesterknecht in het eerste jaar dat Krabat op de molen is. Hij komt om in de eerste Oudejaarsnacht;
- Michal: een van de leerjongens, na Tonda's dood neemt hij diens bevoogdende rol over. Michal komt zelf om in de tweede Oudejaarsnacht dat Krabat op de molen is;
- Lobosch: komt het derde jaar bij de molen en Krabat, die hem van vroeger kent, neemt hem in bescherming;
- Juro: ogenschijnlijk de "sufferd", in werkelijkheid juist de allerslimste van de leerjongens. Doordat hij stiekem buiten de vaste leeravonden om in de Koraktor leest weet hij meer van de zwarte kunst dan alle andere jongens bij elkaar, inclusief Krabat. Juro laat hiervan niets blijken aan de anderen op de molen, aangezien hij anders de volgende is die zal sterven. Juro helpt Krabat heimelijk zich te wapenen voor de confrontatie met de meester als hij naar de naam van Krabat's meisje vraagt. Juro ontpopt zich tot een mentor voor Krabat. Ook blijkt dat Juro de enige is die al eerder de aangeleerde toverkracht voor het goede heeft aangewend; hij heeft zonder dat de Meester het wist tijdens een sneeuwloze winter alsnog voor sneeuw gezorgd, waardoor de oogst van de omwonende boeren niet verloren ging;
- Lyschko: de klikspaan die voortdurend een wit voetje bij de Meester probeert te halen. Dit haalt weinig uit, iedereen en vooral juist de Meester heeft een hekel aan hem. De Meester stelt Krabat voor om Lyschko als eerstvolgende om te brengen als Krabat hem wil opvolgen;
- Kito: een stille, enigszins norse leerjongen;
- Kubo: een heel stille leerjongen, van wie men in het verhaal heel weinig merkt;
- Andrusch: de vrolijkste van de leerjongens, iemand die bijna altijd voor een lolletje in is;
- Witko: hij komt in Krabats tweede jaar op de molen. Hij is een tengere roodharige jongen en wordt door de andere molenjongens enigszins ontzien;
- Merten: Michals neef. Na diens dood wordt hij stil en tracht te ontsnappen door weg te lopen en later via een zelfmoordpoging;
- Petar: snijdt graag houten lepels in zijn vrije tijd;
- Hanzo: hij volgt Tonda na diens dood op als meesterknecht;
- Staschko: de meest technische leerjongen, heeft de leiding bij het technische werk;
- Peetoom: de meerdere van de Meester. Iedere nieuwe maan laat hij zakken met botten[noten 4]  malen in de molen, voor wie weet welke duistere doeleinden. Peetoom is betrokken bij het voorstel dat de Meester aan Krabat doet. De Meester moet ieder jaar een jongen aan hem offeren, anders wordt hij zelf opgeofferd. De molenjongens horen Peetoom bijna nooit spreken, omdat hij er meestal alleen maar is in de nachten met nieuwe maan, als iedereen verplicht moet zwijgen. De paar keer dat Peetoom wel iets zegt, klinkt zijn stem als "gloeiende kolen en krakende vorst tegelijk". Peetoom zou een personificatie van de duivel kunnen zijn;
- De Meester: ogenschijnlijk een meester in het molenaarsvak, in werkelijkheid vooral in de zwarte kunsten. In zijn jonge jaren heeft hij als musketier meegevochten in de oorlog tegen de Zweden, waarbij hij gedwongen was zijn kameraad Jirko om te brengen. Hij is een forse kale man en draagt steevast een lapje voor zijn rechteroog. Hij is bazig, arrogant en tiranniek, en reageert zijn frustraties zowel af via de fles als door de jongens te tiranniseren. Ondanks dit is hij een zeer listig persoon. Hij is echter bang voor Peetoom, aan wie hij volgens afspraak bij elke jaarwisseling zijn beste leerling offert, tenzij die leerling bereid is de Meester zelf op te volgen. De Meester weet dat zijn spel uit is en hij zelf door Peetoom zal worden gedood indien een meisje een van zijn jongens weet op te eisen met haar liefde, zoals aan het eind van het verhaal inderdaad gebeurt;
- Hobbezak: ogenschijnlijk een zwervende molenaarsgezel, in werkelijkheid een van de machtigste tovenaars ter wereld.  In een confrontatie verslaat hij de Meester, nadat die zich ongastvrij had opgesteld.

## Thema's
Er wordt een duidelijke afbakening gemaakt tussen Goed (Krabat, Tonda, Michal, Juro en de Kantorka) en Kwaad (de Meester, Peetoom en misschien ook Lyschko). Molenaars werden met name in de middeleeuwen door de verplichte banmolen veelal met kwade magie geassocieerd, mede omdat het molenaarsvak weinig aanzien genoot.

## Trivia
- De naam Koraktor is afgeleid van het Griekse κοραξ, dat "raaf" betekent.

## Verfilmingen
- In 1977 maakte Karel Zeman een animatieversie van het verhaal in het Tsjechisch, Čarodějův učeň.
- Op 9 oktober 2008 bracht Marco Kreuzpaintner de Duitstalige verfilming Krabat uit, waar twee jaar aan gewerkt was.